# Дякин, Михаил Васильевич
Михаил Васильевич Дякин (25 июля 1914 — 29 апреля 1945) — капитан Рабоче-крестьянской Красной Армии, участник Великой Отечественной войн, Герой Советского Союза (1943).

## Биография
Михаил Дякин родился 12 (по новому стилю — 25) июля 1914 года в Ельце (ныне — Липецкая область) в семье крестьянина. В 1933 году окончил два курса Елецкого кооперативного техникума, после чего работал заведующим столовой. В 1936 году Дякин был призван на службу в Рабоче-крестьянскую Красную Армию. В 1938 году окончил курсы младших лейтенантов. С июля 1941 года — на фронтах Великой Отечественной войны. К сентябрю 1943 года гвардии капитан Михаил Дякин командовал артиллерией 229-го гвардейского стрелкового полка 72-й гвардейской стрелковой дивизии 7-й гвардейской армии Степного фронта. Отличился во время битвы за Днепр..
В ночь с 24 на 25 сентября 1943 года Дякин одним из первых с тремя орудиями переправился через Днепр в районе села Бородаевка Верхнеднепровского района Днепропетровской области Украинской ССР. Во время боёв на плацдарме артиллеристы Дякина приняли участие в отражении 13 немецких контратак, подбив 2 танка и уничтожив более 100 солдат и офицеров противника.
Указом Президиума Верховного Совета СССР от 26 октября 1943 года за «образцовое выполнение боевых заданий командования на фронте борьбы с немецкими захватчиками и проявленные при этом мужество и героизм» гвардии капитан Михаил Дякин был удостоен высокого звания Героя Советского Союза с вручением ордена Ленина и медали «Золотая Звезда» за номером 1401.
29 апреля 1945 года Дякин погиб в бою.
Был также награждён орденами Александра Невского и Красной Звезды.